# David Ferriol

a Compétitions nationales et continentales officielles uniquement.

b Matchs officiels uniquement.
David Ferriol, né le 24 avril 1979 à Carcassonne, est un joueur de rugby à XIII français, évoluant au poste de pilier. Formé au XIII Limouxin, il intègre en 2007 l'équipe des Dragons Catalans avec lesquels ils évoluent jusqu'en 2012. En 2013, il sort de sa retraite pour rechausser les crampons avec son club formateur de Limoux.

## Palmarès
- Collectif :
  - Vainqueur de la Coupe d'Europe des nations : 2005 (France).
  - Finaliste de la Challenge Cup : 2007 (Dragons Catalans).

## Distinctions personnelles
- 2010 : Participation à la coupe d'Europe des nations de rugby à XIII avec l'équipe de France.
- 2009 : Participation au tournoi des Quatre Nations avec l'équipe de France.
- 2008 : Participation à la coupe du monde de rugby à XIII avec l'équipe de France.

## Carrière internationale
- France : 13 sélections.

## Statistiques en Super League
| Saison | Club             | Championnat  | Matchs | Essais | Transf. | Drops | Carton jaune | Carton rouge | Points |
| ------ | ---------------- | ------------ | ------ | ------ | ------- | ----- | ------------ | ------------ | ------ |
| 2007   | Dragons Catalans | Super League | 23     | 3      | 0       | 0     | 0            | 0            | 12     |
| 2008   | Dragons Catalans | Super League | 14     | 2      | 0       | 0     | 1            | 0            | 8      |
| 2009   | Dragons Catalans | Super League | 28     | 0      | 0       | 0     | 1            | 0            | 0      |
| 2010   | Dragons Catalans | Super League | -      | -      | -       | -     | -            | -            | -      |
| TOTAL  | TOTAL            | TOTAL        | 65     | 5      | 0       | 0     | 2            | 0            | 20     |